# Buddusò
Buddusò település Olaszországban, Szardínia régióban, Olbia-Tempio megyében. Lakosainak száma 3609 fő (2023. január 1.). Buddusò Alà dei Sardi, Bitti, Oschiri, Osidda és Pattada községekkel határos.

## Népesség
A település népességének változása:
| Lakosok száma | 3868 | 3846 | 3609 |
|               | 2017 | 2018 | 2023 |